# 2014年愛媛県知事選挙
2014年愛媛県知事選挙（2014ねんえひめけんちじせんきょ）は、現職の任期満了に伴って2014年10月30日告示、11月16日に投開票された選挙である。
2人が立候補し、中予分水問題や伊方原発再稼働問題では両者の姿勢・見解が分かれた。

## 立候補
（表明日時順）
- 中村時広　54歳　無所属　現職知事[1]
- 小路貴之　71歳　無所属、日本共産党推薦　県平和委員会会長・元松山市議会議員[1]

## 同日選挙
- 松山市長選挙

## 選挙結果
投開票の結果、現職知事の中村時広が共産党推薦の小路貴之に大差をつけて再選を果たした。投票は同県知事選挙で過去最低となる42.93％だった。
※当日有権者数：1,167,078人 最終投票率：42.93%（前回比：-6.24pts）
| 候補者名 | 年齢 | 所属党派 | 新旧別 | 得票数    | 得票率 | 推薦・支持                     |
| -------- | ---- | -------- | ------ | --------- | ------ | ------------------------------ |
| 中村時広 | 54   | 無所属   | 現職   | 439,619票 | 89.8%  | 自由民主党・民主党・みんなの党 |
| 小路貴之 | 71   | 無所属   | 新人   | 49,412票  | 10.2%  | 日本共産党                     |

出典：第18回愛媛県知事選挙投票・開票速報（愛媛県選挙管理委員会）2015年2月6日閲覧